# Contea di Liquan
La contea di Liquan (礼泉县S, Lǐquán XiànP) è una contea della Cina, situata nella provincia dello Shaanxi e amministrata dalla prefettura di Xianyang.